# 옹알스
"옹알스"(Ongals)는 한국에서 제작된 전혜림 감독의 2019년 코미디, 다큐멘터리 영화이다. 조수원 등이 주연으로 출연하였다.

## 캐스팅
- 조수원
- 채경선
- 조준우
- 최기섭
- 하박
- 이경섭
- 최진영
- 차인표
- 타일러 화이트
- 니콜 보엘켈
- 정점분
- 김명순
- 김영
- 백정임
- 김희희
- 조은별
- 한소연
- 홍연진
- 마르코 로라도르
- 파울로 로라도르